# (400337) 2007 UZ65
(400337) 2007 UZ65 es un asteroide perteneciente al cinturón de asteroides descubierto el 31 de octubre de 2007 por Stefano Sposetti desde el Observatorio Astronómico de Gnosca, Gnosca, Suiza.

## Designación y nombre
Designado provisionalmente como 2007 UZ65.

## Características orbitales
2007 UZ65 está situado a una distancia media del Sol de 2,365 ua, pudiendo alejarse hasta 2,791 ua y acercarse hasta 1,938 ua. Su excentricidad es 0,180 y la inclinación orbital 0,466 grados. Emplea 1328,61 días en completar una órbita alrededor del Sol.

## Características físicas
La magnitud absoluta de 2007 UZ65 es 18. 